# اتحاد عمال البترول وصناعة البتروكيماويات (الكويت)
اتحاد عمال البترول وصناعة البتروكيماويات هو هيئة  نقابية كويتية تأسس عام 1965، وهو الكيان الذي يجمع  النقابات العمالية في القطاع النفطي.

## التأسيس
في 17 مايو عام 1965 اجتمعت  النقابات العمالية في القطاع النفطي آنذاك واتفقت على تأسيس كيان يجمع هذه  النقابات واعلن عن تأسيس الاتحاد من أعضاء مجالس إدارات  النقابات التالية :
- نقابة العاملين  بشركة نفط الكويت
- نقابة عمال شركة الزيت اليابانية في المنطقة المحايدة الخفجي ( توقفت عام 1970 )
- نقابة عمال شركة الزيت الاميركية ( حُلت عام 1977 )

## أهداف الاتحاد
- تحسين وسائل العمل وشروطه والأخذ بأحدث أساليب  التدريب المهني لتحقيق  الكفاءة الإنتاجية والمحافظة على السلامة والصحة المهنية.
- العمل على تطوير التشريعات العمالية الخاصة بالقطاع النفطي وإرساء قواعد متطورة لعلاقات العمل لجميع العاملين بما يضمن العدل في العلاقات الصناعية وتعزيز حقوق العمال ومكاسبهم.
- السعي إلى استصدار التشريعات الاجتماعية والاقتصادية التي تساهم في تحسين الأوضاع المعيشية للعمال وتحقق العدالة في نظم العمل والتأمينات الاجتماعية بما يتلائم وأوضاع العمال في الكويت.
- الدفاع عن الحريات النقابية والعمل بكل الوسائل المناسبة لتدعيم الحركة النقابية وكفالة حرية الرأي والتعبير واحترام الحقوق والحريات العامة والعمل على نشر الثقافة العمالية بما يكفل ترسيخ الوعي النقابي بين العمال.
- تمثيل العمال في جميع المحافل الدولية والمساهمة في دعم الكيان العمالي المحلي والعربي والعالمي لتحقيق وحدة  الحركة العمالية والتعاون مع المنظمات العمالية العالمية والإقليمية والعمل على تبادل الخبرات المهنية بين المنظمات والهيئات المحلية والعربية والدولية المتخصصة.

## النقابات الأعضاء
تندرج تحت مظلة الاتحاد ( 6 )  نقابات عمالية 
- نقابة العاملين  بشركة نفط الكويت
- نقابة عمال شركة البترول الوطنية الكويتية
- نقابة عمال شركة صناعة الكيماويات البترولية
- نقابة العاملين بشركة إيكويت للبتروكيماويات
- نقابة العاملين  بشركة ناقلات النفط الكويتية
- نقابة العاملين  بالشركة الكويتية لنفط الخليج

## المجلس التنفيذي
المجلس التنفيذي للاتحاد هو السلطة التنفيذية ويختص بإدارة شئون الاتحاد وفقا لنظامه الأساسي ويتكون المجلس التنفيذي من ( 15 ) عضواً تنتخبهم الجمعية العمومية العادية من بين أعضائها لمدة سنتين ويتألف من عضوين اثنين على الأقل من كل نقابة منضمة لعضوية الاتحاد، رئيس الاتحاد الحالي هو محمد مشعان العتيبي .

## عضويات الاتحاد
- عضو الاتحاد العام لعمال الكويت [4]
- عضو الاتحاد العربي لعمال النفط والمناجم والكيماويات
- عضو الاتحاد الدولي للصناعات